# إدوارد كيني (ممثل)
إدوارد كيني (بالإنجليزية: Edward Keane)‏ هو ممثل أمريكي، ولد في 28 مايو 1884 في نيويورك في الولايات المتحدة، وتوفي في 12 أكتوبر 1959 في لوس أنجلوس في الولايات المتحدة.

## أعمال

### أفلام
- (1934) الوكيل البريطاني
- (1936) السيد ديدز يذهب إلى المدينة
- (1937) اعتراف
- (1938) الفالس العظيم
- (1938) كنتاكي
- (1939) الشمس لا تغيب
- (1939) عندما يأتي الغد
- (1941) الرقيب يورك
- (1941) زهور وسط الغبار
- (1942) يانكي دودل داندي
- (1943) أنشودة بيرناديت
- (1945) شارع سكارليت
- (1946) إنها حياة رائعة[2]

## وصلات خارجية
- إدوارد كيني على موقع IMDb (الإنجليزية)
- إدوارد كيني على موقع ألو سيني (الفرنسية)
- إدوارد كيني على موقع أول موفي (الإنجليزية)
- إدوارد كيني على موقع قاعدة بيانات برودواي على الإنترنت (الإنجليزية)
- إدوارد كيني على موقع قاعدة بيانات الأفلام السويدية (السويدية)
- إدوارد كيني على موقع قاعدة بيانات الفيلم (الإنجليزية)
- إدوارد كيني على موقع كينوبويسك (الروسية)